# .gs
Pour les articles homonymes, voir GS.
.gs est le domaine de premier niveau national (country code top level domain : ccTLD) réservé à la Géorgie du Sud-et-les îles Sandwich du Sud.